# Tonnerre
Tonnerre – miejscowość i gmina we Francji, w regionie Burgundia-Franche-Comté, w departamencie Yonne.
Według danych na rok 1990 gminę zamieszkiwało 6008 osób, a gęstość zaludnienia wynosiła 103 osoby/km² (wśród 2044 gmin Burgundii Tonnerre plasuje się na 35. miejscu pod względem liczby ludności, natomiast pod względem powierzchni na miejscu 11.).
W Tonnerre urodził się wikariusz apostolski Konstantynopolu Gauthier Pierre Georges Antoine Dubois OFMCap.

## Linki zewnętrzne

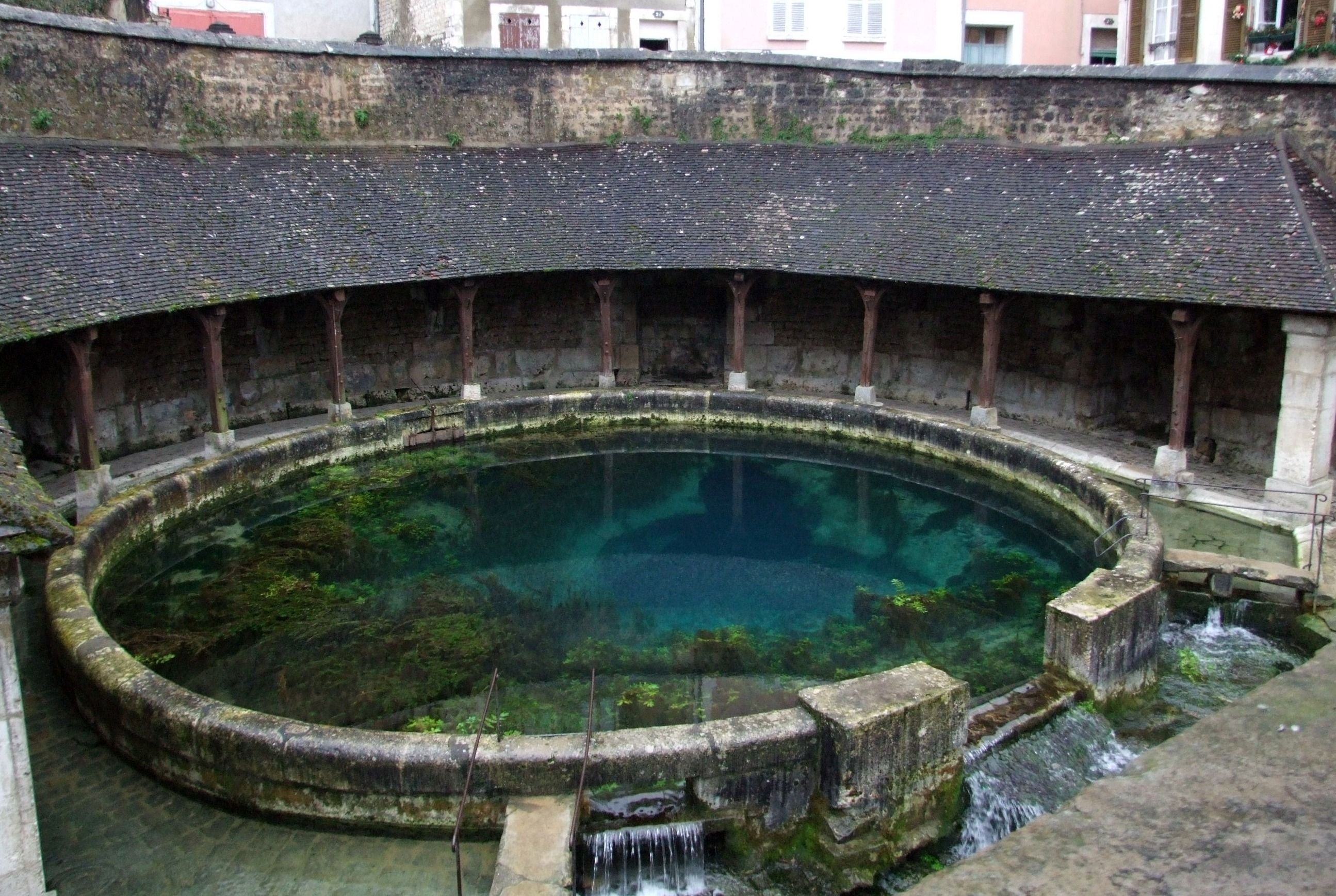
Fosse Dionne w Tonnerre